# JSP
JSP (Jakarta Server Pages) — технологія, що дозволяє веброзробникам динамічно генерувати HTML, XML та інші вебсторінки. Робота над JSP розпочалась в 1997 році. Згодом JSP було включено у склад Java EE — програмної платформи для програмування вебдодатків. Технологія дозволяє вставляти Java-код, в статичний вміст сторінки. Також можуть використовуватись бібліотеки JSP-тегів для вставки їх в JSP-сторінки. Сторінки компілюються JSP-компілятором в сервлети, які є Java-класами, і виконуються на сервері. Сервлети також можуть бути написані розробником, не використовуючи JSP-сторінки. Ці технології доповнюють одна одну.
JSP — одна із високопродуктивних технологій, оскільки весь код сторінки транслюється в Java-код сервлету за допомогою компілятора JSP сторінок (напр. Jasper), а потім компілюється в байт-код віртуальної машини Java (JVM).
В минулому мала назву Java Server Pages.

## Приклад JSP-сторінки
```
<?
xml
 
version
=
"1.0"
 
encoding
=
"UTF-8"
?>

<
jsp
:
root
 
xmlns
:
jsp
=
"http://java.sun.com/JSP/Page"
 
version
=
"2.0"
>

    
<
jsp
:
directive
.
page
 
contentType
=
"application/xhtml+xml; charset=UTF-8"
/>

    
<
jsp
:
output
 
doctype
-
root
-
element
=
"html"
 
doctype
-
public
=
"-//W3C//DTD XHTML 1.1//EN"

        
doctype
-
system
=
"http://www.w3.org/TR/xhtml11/DTD/xhtml11.dtd"
 
omit
-
xml
-
declaration
=
"true"
/>

    
<
html
 
xmlns
=
"http://www.w3.org/1999/xhtml"
>

    
<
head
>

    
<
meta
 
http
-
equiv
=
"Content-Type"
 
content
=
"text/html; charset=UTF-8"
/>

    
<
title
>
Заголовок
 
сторінки
</
title
>

    
</
head
>

    
<
body
>

    
<
h1
>
Заголовок
</
h1
>

    
<
p
>
Текст
</
p
>

    
<
jsp
:
scriptlet
>

    
out
.
print
(
Calendar
.
getInstance
(
request
.
getLocale
()).
getFirstDayOfWeek
()
 
==
 
Calendar
.
SUNDAY
 
?

        
"В вашій країні тиждень починається з неділі "
 
:

        
"В вашій країні тиждень починається не з неділі"
);

    
</
jsp
:
scriptlet
>

    
</
body
>

    
</
html
>

</
jsp
:
root
>

```